# Adelbert II van La Marche
Adelbert II van La Marche († 1088) was van 1047 tot aan zijn dood graaf van La Marche. Hij behoorde tot het huis Périgord.

## Levensloop
Adalbert II was de oudste zoon van graaf Bernard I van La Marche en diens echtgenote Amelia. In 1047 volgde hij zijn vader op als graaf van La Marche.
Tijdens zijn bewind schonk Adelbert in 1081 de streek rond Limoges aan zijn broer Odo. In 1088 stierf hij, waarna zijn zoon Boso III hem opvolgde als graaf van La Marche.

## Huwelijk en nakomelingen
Adelbert II was gehuwd met ene Ponce († 1080), wier afkomst onbekend is. Ze kregen zes kinderen:
- Boso III († 1091), graaf van La Marche
- een zoon († voor 1092)
- een zoon († voor 1092)
- Almodis († 1117), gravin van La Marche, huwde in 1090 met Rogier Poitevin
- een dochter, verloofd met graaf Simon van Vexin
- Amelia († na 1140), huwde met Jordaan van Chabannes